# Southampton (Massachusetts)
Southampton è un comune degli Stati Uniti d'America facente parte della contea di Hampshire nello stato del Massachusetts.